# The Grind
The Grind er en amerikansk stumfilm fra 1915.

## Medvirkende
- Pauline Bush som Jean Chesney.
- Queenie Rosson som Rita Chesney
- Helene Rosson som Lily Chesney.
- Lon Chaney som Henry Leslie.
- Ray Gallagher som Bob Leslie.